# Мещовський район
Мещовський район — муніципальне утворення в Калузькій області Росії.
Адміністративний центр — місто Мещовськ.

## Географія
Район розташований у центральній частині Калузької області. Площа 1238 км². Район межує з Юхновським, Бабинінським, Козельським, Сухініцьким, Барятинським і Мосальським районами  Калузької області.
Основні річки — Серена, Турея.

## Історія
Район було утворено в 1929 році у складі Сухініцького округу Західної області, до нього увійшла велика частина території колишнього Мещовського повіту Калузької губернії.
В 1937 році район увійшов до складу Смоленської області.
5 липня 1944 року район увійшов до складу новоствореної Калузької області.
В 1963—1964 роках район був скасований, його територія входила до складу Сухініцького району.

## Транспорт
Через район проходять автодорога федерального значення Москва — Київ, залізниця Москва — Брянськ.